# Société post-travail
En futurologie, en science politique et en science-fiction, une société post-travail est une société dans laquelle la nature du travail a été radicalement transformée et le travail traditionnel est devenu obsolète en raison du progrès technologique. Elle se distingue toutefois de la vision de la décroissance, qui a une vision plus technophobe et pense la société post-travail avant tout à travers une réduction de l'activité économique.
Certains théoriciens du post-travail imaginent l'automatisation complète de tous les emplois, ou du moins la prise en charge de toutes les tâches monotones, basées sur des règles, prévisibles et répétitives (et donc indignes des humains) dans le futur par des machines intelligentes finalement moins chères, plus rapides, plus efficaces, plus fiables et plus précises,. De plus, ces machines peuvent travailler dans des conditions plus difficiles que les humains et sans s'arrêter, ce qui devrait conduire à une croissance économique rapide, et à des taux élevés et croissants de chômage technologique. Dans l’ensemble, cette évolution entraînerait une augmentation considérable de la prospérité si les richesses sont redistribuées,. D'autres théoriciens, proche du courant de pensée de la décroissance, ont une vision technophobe de la société post-travail, et la présentent plutôt comme une société où l'humain est émancipé du travail moderne par une émancipation du capitalisme. Ainsi, c'est plutôt une critique de la technique, de la raison économique et de l'impact écologique du travail qui pose la nécessité d'une transformation du travail.

## Directions futures
Les directions futures incluent la refonte du rôle de l'humain sur le lieu de travail, en mettant l’accent sur les forces relatives des humains capables d’adapter et d’intégrer la technologie dans leur travail et leurs interactions. En plus de ces capacités, les chercheurs soulignent l’importance pour les humains de tirer profit de leurs forces relatives, offrant plusieurs domaines dans lesquels les humains peuvent rester compétents dans un milieu de travail en développement rapide. Il s’agit notamment de l’intelligence émotionnelle, de l’orientation vers les services, des compétences en gestion des ressources, des compétences en communication et des compétences entrepreneuriales.
La littérature scientifique définit les domaines dans lesquels les machines peuvent surpasser les humains comme des « empiètements sur les tâches » . « L'empiètement des tâches » présente le problème de l’empiètement croissant de l’intelligence artificielle et de l’automatisation sur le travail humain, en particulier dans les tâches manuelles et cognitives. Dans une société post-travail, de tels problèmes suggèrent que l’humanité doive s'orienter vers des rôles qui nécessitent de l’intelligence émotionnelle et des compétences sociales. Des études indiquent cependant que les chatbots modernes génèrent dans certains contextes des réponses jugées plus empathiques et qualitatives que celles des humains,.
D’autres théories d’une société post-travail se concentrent davantage sur la remise en question de la priorité de l'éthique du travail et sur l'importance des activités non professionnelles, telles que la famille ou la communauté.
Les propositions pratiques à court terme étroitement liées à la théorie du post-travail comprennent la mise en œuvre d’un revenu de base universel, ainsi que la réduction de la durée de la journée de travail et du nombre de jours de la semaine de travail . L’attention accrue portée à ce à quoi ressemblerait la société post-travail a été motivée par des rapports tels que celui de 2018 qui indique que 47 % des emplois aux États-Unis pourraient être automatisés. En raison de l’automatisation croissante et du faible coût de maintien d’une main-d’œuvre automatisée par rapport à une main-d’œuvre dépendante du travail humain, il a été suggéré que les sociétés post-travail seraient également celles de l'abondance,. En effet, la question du chômage ou celle de pénurie n'existent théoriquement plus dans une société post-travail.
Le courant de pensée de la décroissance, ou post-croissance, voit plutôt une réduction de la place centrale du travail dans la vie. En effet, il s'agit de réduire la place du phénomène économique et de la production économique. Ainsi, le travail se présente comme moins central à l'existence, libérant du temps pour l'auto-production et la participation démocratique.
Selon Nick Bostrom, l'intelligence artificielle pourrait non seulement automatiser les emplois et créer de l'abondance, mais aussi saper le sens de nombreuses activités de loisir, comme le shopping, le jardinage ou même le fait de s'occuper de ses enfants.